# Achatinella leucorrhaphe
Achatinella leucorrhaphe es una especie de molusco gasterópodo de la familia Achatinellidae en el orden de los Stylommatophora.

## Distribución geográfica
Es endémica del Archipiélago de Hawái.